# إلين فالكنر
إلين فالكنر (بالإنجليزية: Ellen Falkner)‏ هي لاعبة بولينغ بريطانية، ولدت في 12 يونيو 1979 في Wisbech ‏ في المملكة المتحدة.

## روابط خارجية
- إلين فالكنر على موقع اتحاد ألعاب الكومنولث (مؤرشف) (الإنجليزية)
- إلين فالكنر على موقع اتحاد ألعاب الكومنولث (مؤرشف) (الإنجليزية)
- إلين فالكنر على موقع دورة ألعاب الكومنولث 2006 (مؤرشف) (الإنجليزية)
- إلين فالكنر على موقع دورة ألعاب الكومنولث 2014 (مؤرشف) (الإنجليزية)